# ベピ・コロンボ
ベピ・コロンボ (BepiColombo) は、日欧による共同の水星探査計画である。2018年10月に打ち上げられ、2026年11月に水星周回軌道に投入される。欧州宇宙機関 (ESA) のMPOと宇宙航空研究開発機構 (JAXA)のMMO（愛称：みお）の2機の探査機が連結した状態で惑星間航行し、水星近傍に達してからMMOが分離される予定。
名称は水星の自転と公転の共鳴関係を発見し、マリナー10号のミッションを成功に導いた複数回のスイングバイを計画したといった業績を残した、イタリアの数学者・天文学者のジュゼッペ・コロンボの愛称に因んで命名された。

## 概説
2018年10月19日に、現地時間22時45分に南アメリカ大陸北端部のギアナ宇宙センターより打上げられた。複数回のスイングバイを経て水星周回軌道に投入される。2つの探査機は水星到達後に分離し、協力して約1年間に渡り水星を探査する計画。ESAとJAXA担当は次の通り。
ESA
MMO以外の、（1）BepiColomboミッション全体の設計、（2）MPO、電気推進モジュール（Mercury Transfer Module：MTM）、MMOサンシールド（MMO Sunshield and Interface structure：MOSIF）の設計・製作・運用、（3）複合モジュール（Mercury Composite Spacecraft：MCS）の組立・試験および打上げを担当。（当初計画ではMSEも開発）
JAXA
水星周回軌道上での運用、MMO（みお）の開発・運用費用は約150億円。

## 軌道

### 惑星間航行
水星は太陽に近い軌道を公転しているため、その公転速度は太陽系の惑星中で最速である。他にも技術的な障壁がいくつも存在する。そのため水星の周回軌道に探査機を投入する事は難しく、マリナー10号では水星をフライバイしながら探査を行っただけであった。ベピ・コロンボ探査機は、2018年10月に打上げられ、イオンエンジンを用いた電気推進、1回の地球スイングバイ、2回の金星スイングバイ、6回の水星スイングバイを経て、7年後の2025年末に水星に到着する予定だったが、その後の計画変更で2026年11月に水星周回軌道投入予定となっている。到着後まずMTMを分離し、その後、MPOの2液式化学推進により水星周回軌道に投入する計画でいる。

### 水星周回

MMOとMPOの探査軌道

MMOの周回軌道（近水点400 km、遠水点11,824 km）でMMOを分離。その後、MOSIFを分離したMPOは遠水点高度を下げて周回軌道（近水点400 km、遠水点1,508 km、軌道傾斜角90度）へ遷移させる予定である。その後、約1年間に渡って観測を行う計画である。

## 探査機

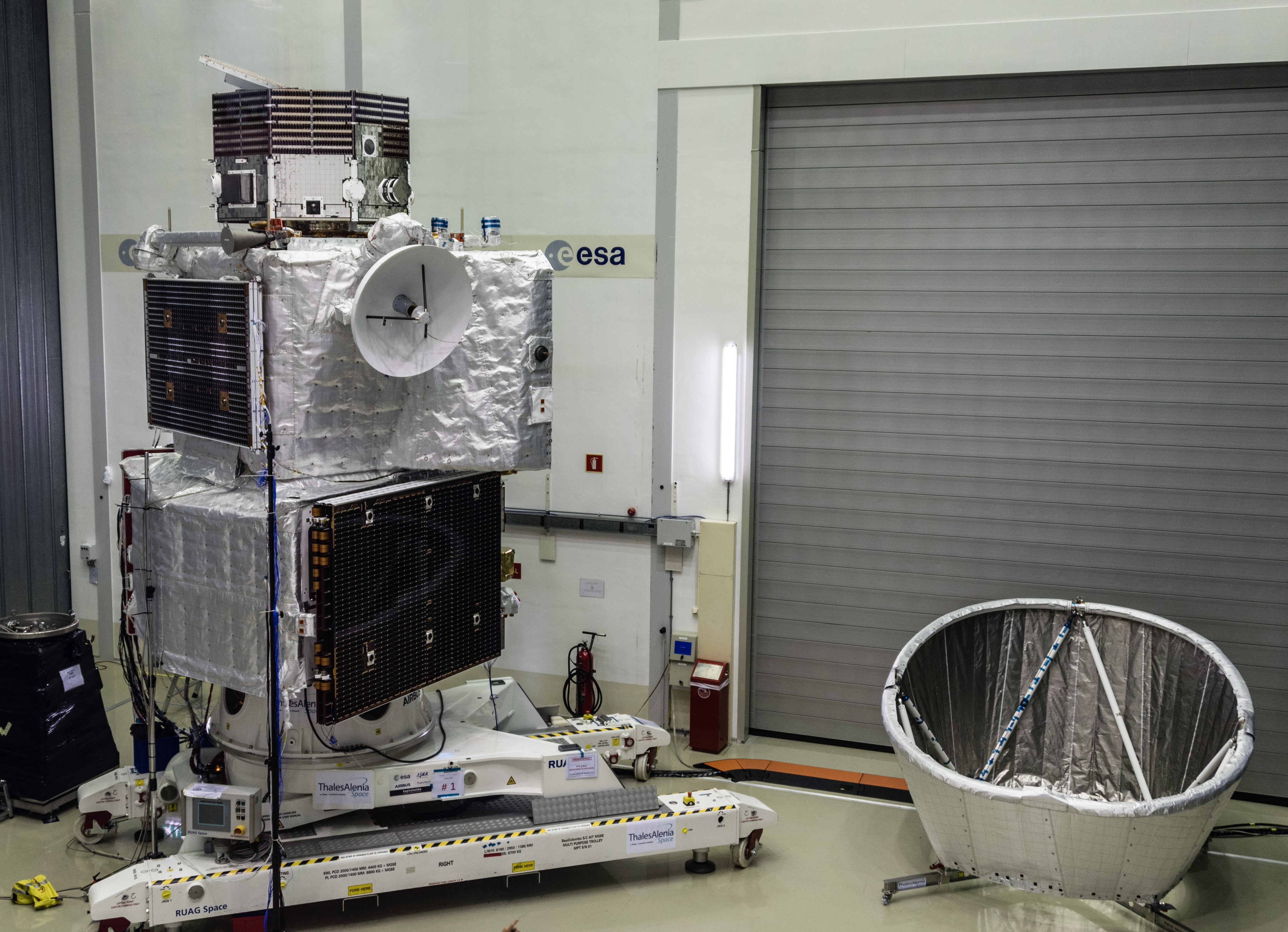
スタックされた機体（左）の下段からMTM、MPO、MMO、右にMOSIF（サンシールド）

ベピ・コロンボは複数の独立して機能する探査機であるMMOとMPOとを、連結した状態で水星へと向かった。なお、水星軌道投入までは電気推進モジュール MTM（Mercury Transfer Module）が使用される。MMH/MON3推進薬を使用する2液式化学推進系が地球軌道からの脱出時と、月へのフライバイ時に使われた。それ以降は火工品を用いて遮断され、巡航フェーズにブローダウンモードでのみ使用される。巡航フェーズではイオンエンジンを使って航行する。これにより長時間かけて、太陽に対する速度を徐々に低下させながら、水星周回軌道に投入出来るようにする。
MMOとMPOの特徴は、水星磁気圏探査衛星（MMO）が、プロトン磁気探査器を搭載しており、その他電磁場探査器などによって、太陽嵐によって発生するであろうと考えられている磁気圏探査を目的としている。この探査機器は、従来の機器よりも高感度の機器類である。
両探査機は、水星の極軌道に投入することにより、太陽からの直接的な熱流入を半分に抑え、水星近傍での約700 Kという高温熱輻射から衛星を守る予定である。予定通りの軌道に投入できれば、高度約100 km程度の位置を約15分で周回する。このため、太陽面に近い所を周回する時には探査を行い、太陽面の反対側に回る時には地球へ観測データの送信を行う計画である。しかし、この方式では地球でデータ受信可能な時間が短いため、高バンド通信などの開発も同時に進めている。

### MPO

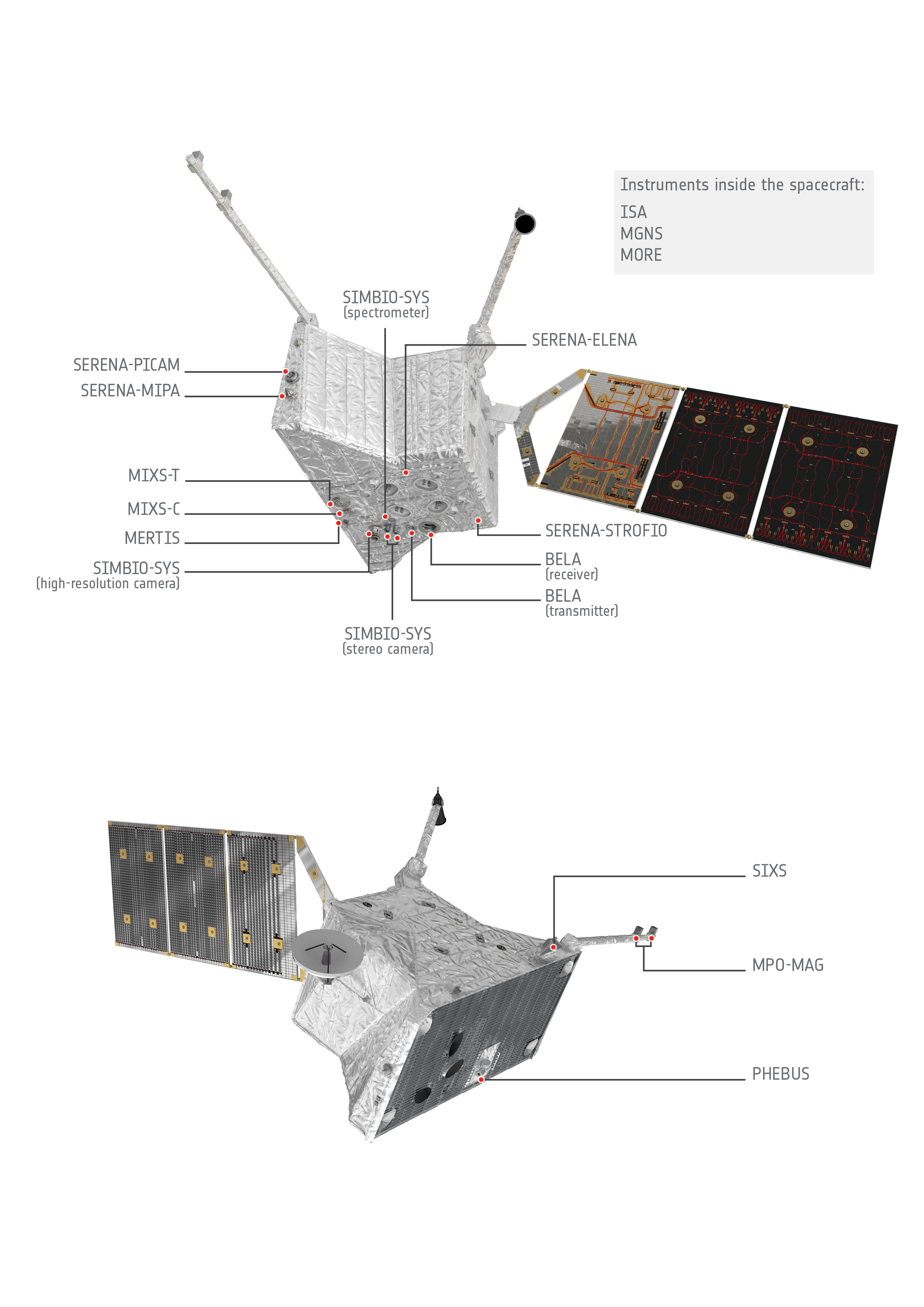
MPO（装置説明図）

水星表面探査衛星（Mercury Planetary Orbiter、MPO）は、1,230 kgの3軸安定姿勢制御方式の衛星である。水星軌道投入後は、高度400×1,500 kmの楕円周回軌道から観測を行う。水星の表面地形、水星の表面の鉱物と化学組成、重力場の精密計測を目的とする。ジオットなどで培った撮像を目的にした探査機器類を基礎として、高温に耐えられる設計を目指して開発を行った。
なお、MPOは水星の地形を観測する目的も有し、2011年に水星の周回軌道に入ったメッセンジャーに不測の事態が発生した場合の保険としての意味も有った。水星の自転周期（恒星日）は、公転周期（88日）の3分の2であり、水星表面全体を撮影するためには、水星の太陽日、すなわち公転周期の2倍の時間を要するからである。

#### 搭載観測機器
- Italian Spring Accelerometer：加速度計。
- Magnetic Field Investigation：磁力計。
- Mercury Orbiter Radio Science Experiment：水星へ電波を照射する機器。
- Mercury Radiometer and Thermal Imaging Spectrometer：電波・赤外線分光器。水星の黒体放射の状態や、電波を観測する。
- BepiColombo LASER Altimeter - レーザー高度計。水星周回軌道上より、水星表面の標高を計測する。
- Spectrometers and Imagers for MPO BepiColombo Integrated Observatory：複数の分光器とカメラを組合わせた観測器。
- Probing of Hermean Exosphere by Ultraviolet Spectrometer：水星高層大気観測用紫外線分光器。
- Mercury Imaging X-ray Spectrometer：太陽の影響で、水星表面の原子より出るX線を観測するためのX線分光器。水星表面の元素の組成を見る。
- Mercury γ-ray and Neutron Spectrometer：γ線・中性子線検出器。やはり水星表面の元素組成を見る。
- Search for Exosphere Refilling and Emitted Neutral Abundances：水星高層大気分析器。帯電していない微粒子も分析する。
- Solar Intensity X-ray and Particle Spectrometer：太陽風、および、太陽用X線分光器。水星付近へ届く太陽からの粒子やX線などの威力を見る。

### MMO

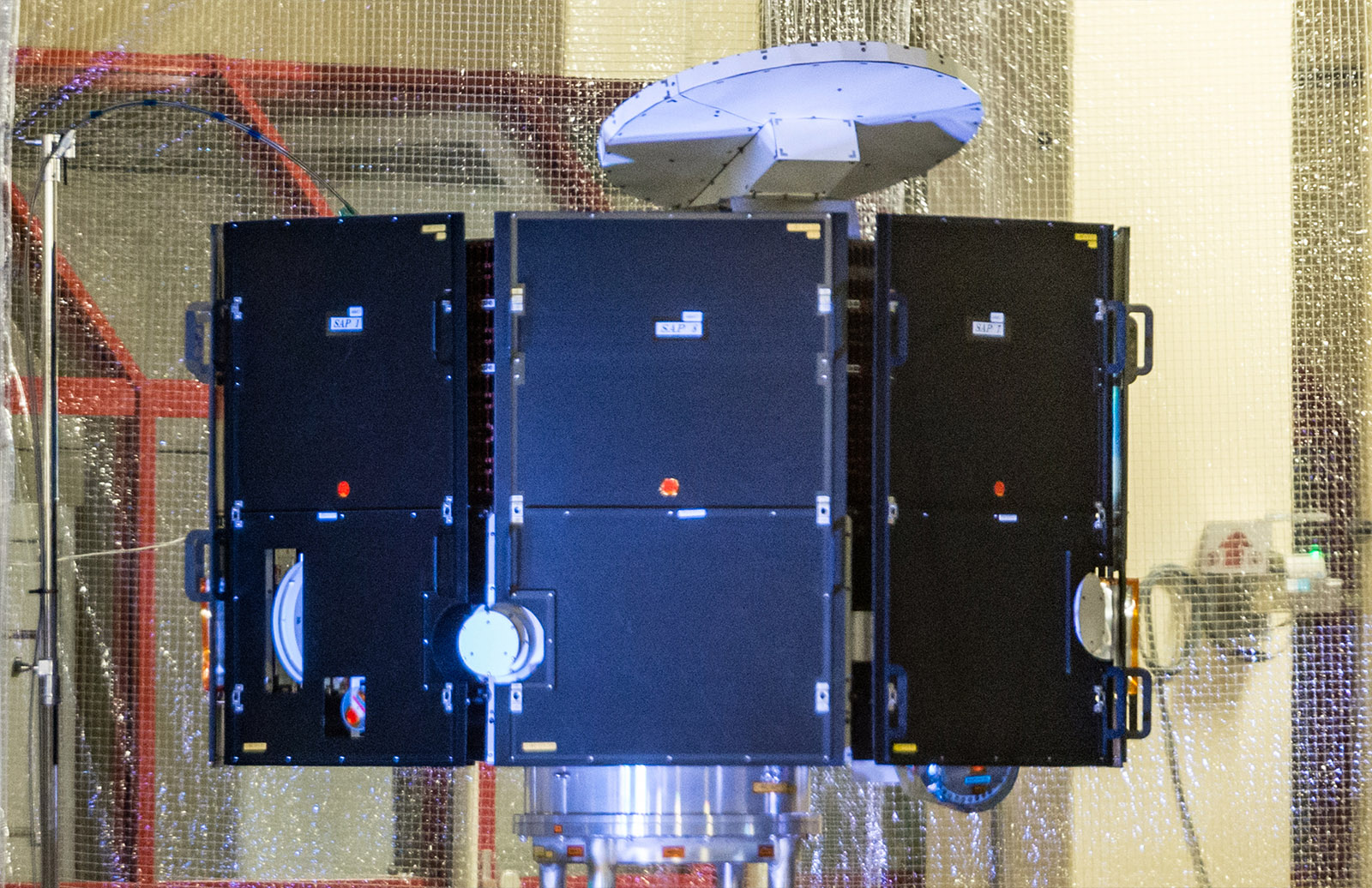
MMO（みお）

水星磁気圏探査衛星（Mercury Magnetospheric Orbiter、MMO）は、255 kgのスピン安定姿勢制御方式衛星である。水星軌道投入後は、高度400×11,824 kmの楕円周回軌道より観測を行う。水星の固有磁場・磁気圏、大気などの観測を目的とする。PLANET計画で培った惑星間磁気圏探査機器類を基礎として、高温に耐えられる設計を目指して開発を行った。MMO冷却は衛星がスピン安定姿勢制御により回転していることを前提に設計されている。しかし、惑星間航行中はMPOが姿勢制御するため回転せず、回転を利用した冷却が出来ない。このままでは太陽接近時の高温に耐えられないので、MMOは水星到着までの間、MMOサンシールド（MOSIF）によって太陽光から防護される。

#### 搭載観測機器
- Magnetic Field Investigation：磁力計。
- Mercury Dust Monitor：水星の塵の計測器。
- Mercury Plasma Particle Experiment：プラズマ粒子観測装置。
- Mercury Sodium Atmosphere Spectral Imager：水星のナトリウムの分布を見るためのカメラ[注釈 4]。

## 経過

### 計画・開発
- 2000年10月：欧州宇宙機関（ESA）の5番目の大型計画（コーナーストーン・ミッション）として正式に認可。
- 2003年11月：ESA科学計画委員会で宇宙科学計画の見直しが行われ、水星着陸機は中止された。
- 2008年2月12日：文科省宇宙開発委員会で、2013年の打上げを承認。
  - ESAと宇宙航空研究開発機構（JAXA）では、今後計画終了までに約175億円をかけて衛星開発・ロケット調達・運用準備開始。
  - その後ESA側のイオンエンジン開発が難航し、探査機の重量が大幅に増加。打上げも2014年以降へ延期された[注釈 5]。
- 2012年2月28日：ESAが開発の遅れのため、打上げを2015年8月以降にすると公表[6]。
- その後、さらに2016年7月以降へ延期された。
- 2015年3月15日：MMOのモジュールが宇宙航空開発機構にて公開[7][8]。
- 2017年7月6日：MMO開発状況と今後の予定について説明会が開催され、打上げは2018年10月、水星到着は2025年12月の予定であると発表された[9][10]。
- 2018年6月8日：MMOの愛称を「MIO（みお）」と発表[11]。

### 運用
- 2018年10月19日（現地時間）：フランス領ギアナのギアナ宇宙センターより打上げられた。
- 2020年
  - 4月10日4時25分頃（UTC）：地球スイングバイ実施[12]
  - 4月21日：JAXAが成功確認を発表[13]。
  - 10月14日：第1回金星スイングバイ実施、最接近は15日12時58分（JST）[14]。
- 2021年
  - 8月10日：第2回金星スイングバイ実施、最接近は8月10日22時51分（JST）[15]
  - 10月2日：第1回水星スイングバイ実施、8時34分（JST）に199 kmまで接近[16]
- 2022年6月23日：第2回水星スイングバイ実施、18時44分（JST）に約200 kmまで最接近[17]。
- 2023年6月20日：第3回水星スイングバイ実施、4時34分（JST）に約236 kmまで最接近[18]。
- 2024年
  - 5月15日：MTMの電気推進システムに不具合が発生していたことが発表された。5月7日までに従来の90 %まで推力回復に成功しており、この推力が維持できれば以降のスイングバイ計画に支障は出ない見通し[19]。
  - 9月2日：エンジン推力が充分に回復していないことから、水星到着予定を2026年11月に変更する新たな軌道計画が発表された[20]。
  - 9月4日：第4回水星スイングバイ実施。21時48分 (UTC) に約165 kmまで接近[21]。
  - 12月1日：第5回水星スイングバイ実施。14時23分 (UTC) に水星表面から37,628 km まで接近[22]。
- 2025年1月8日：第6回水星スイングバイ実施。5時59分 (UTC) に水星表面から295kmまで接近[23]。

## ミッション設計
打ち上げ後、探査機は双曲線軌道を描いて3.475 km/sを超える速度で地球を離れ、まず地球の公転軌道に近い太陽周回軌道へ入る。1年半後に地球スイングバイを行い、金星に向かう軌道に遷移する。続いて2回の金星スイングバイにより、探査機の近日点を水星近くに移動させた後、6回の水星スイングバイで水星との相対速度を1.76 km/sまで下げる。第4回水星スイングバイ時点で、探査機は水星公転軌道とほぼ同じ太陽周回軌道へ入り、水星近傍に留まる。4回の最終噴射により相対速度をさらに下げ、2026年11月に水星の重力を利用して遠水点178,000 kmの水星極軌道へ入る。ここでMTMを分離、その後はMPOの化学推進モータで探査軌道に投入する。

### スケジュール
2024年現在の予定。
| 日付           | イベント              | 備考                                              |
| -------------- | --------------------- | ------------------------------------------------- |
| 2018年10月20日 | 打ち上げ              |                                                   |
| 2020年4月10日  | 地球スイングバイ      | 打ち上げ1.5年後                                   |
| 2020年10月15日 | 第1回金星スイングバイ |                                                   |
| 2021年8月11日  | 第2回金星スイングバイ | 第1回金星スイングバイから1.35金星年後             |
| 2021年10月2日  | 第1回水星スイングバイ |                                                   |
| 2022年6月23日  | 第2回水星スイングバイ | 第1回水星スイングバイから2周回（3水星年）後       |
| 2023年6月20日  | 第3回水星スイングバイ | 第2回水星スイングバイから3周回（4.12水星年）後    |
| 2024年9月5日   | 第4回水星スイングバイ | 第3回水星スイングバイから4周回（5.04水星年）後    |
| 2024年12月2日  | 第5回水星スイングバイ | 第4回水星スイングバイから1周回（1水星年）後       |
| 2025年1月9日   | 第6回水星スイングバイ | 第5回水星スイングバイから0.43周回（0.43水星年）後 |
| 2026年11月     | 水星周回軌道へ投入    | 第6回スイングバイの7水星年後に探査機を分離        |
| 2027年         | MPOを探査軌道に投入   |                                                   |
| 2028年4月      | 通常ミッション終了    | 水星周回軌道投入から5.82水星年後                  |
| 2029年4月      | 拡張ミッション終了    | 水星周回軌道投入から9.98水星年後                  |

## 過去の計画変更
- 当初の計画では、アリアン5ロケットで2010年に「水星磁気圏探査機（MMO: Mercury Magnetospheric Orbiter）」「水星表面探査機（MPO: Mercury Planetary Orbiter）」「水星着陸機（MSE: Mercury Surface Element）」の3機を打上げる予定であった。しかし、2003年に行われた計画見直しの際に、水星着陸機は中止された[29]。
- ロケットも予算問題から、ロシアより輸入してギアナ宇宙センターより打上げるソユーズロケットを、科学衛星・探査機に使う方針であった。しかしその後、ベピ・コロンボは重量が予定より増加したため、再びアリアン5による打上げへ変更された。

## コラボレーション・タイアップ
- 2023年6月29日に、『機動戦士ガンダム 水星の魔女』とのコラボコンテンツとして応援ポスター及び応援ボイスを公開[30]。